# Ægbladet fliglæbe
Ægbladet fliglæbe (Neottia ovata) er en 20-75 cm høj orkidé, der er udbredt over det meste af Europa, hvor den vokser i skove eller græsland. Arten har to store, modsatte blade og grønlige blomster med tofliget læbe i en lang klase. I Danmark findes den hist og her på næringsrig bund i visse dele af landet.

## Beskrivelse
Ægbladet fliglæbe har en kort jordstængel og mange tykke rødder. De to modsatte blade er elliptiske og de er op til 14 cm lange. Blomsterne er grønlige eller rødbrune og 6-14 mm lange med en dybt fliget læbe. Blomsteraksen er tæt kirtelhåret. Blomstringen sker i maj-juni.

## Voksested
Ægbladet fliglæbe findes over det meste af Europa op til 70. nordlig bredde, mod øst til Rusland. Den er dog mindre almindelig i Middelhavsområdet. Den vokser fra havniveau til 1800 moh. i både nåleskov og anden skov, på enge eller overdrev, i skygge eller udsat for sol.
I Danmark vokser arten hist og her på næringsrig bund i Østjylland og på Øerne, især i askeskove. Den er sjælden i andre dele af landet. I det øvrige Skandinavien findes den udbredt langt mod nord.